# Draba supravillosa
Draba supravillosa là một loài thực vật có hoa trong họ Cải. Loài này được A.P.Khokhr. mô tả khoa học đầu tiên năm 1984.